# Иберо-романские языки
Иберо-романская языковая подгруппа — одна из подгрупп, выделяемых в составе группы романских языков. Включает следующие языки:
- Окситанские языки[a]
  - Овернский язык (окс. (auvernhat)
  - Гасконский язык (окс. gascon)
    - Аранский язык (окс. aranés)

  - Лимузэнский язык (окс. lemosin)
  - Лангедокский язык (окс. lengadocian)
  - Провансальский язык (окс. provençau)
  - Виваральпийский язык (окс. vivaroaupenc)
  - Шуадит (окс. shuadit)
- Каталанские языки[a]
  - Каталанский язык (кат. català)
  - Валенсийский язык (кат. valencià)
  - Балеарский язык (кат. balear)
- Западно-иберийские языки[англ.]
  - Астурлеонский язык
    - Астурийский язык (астур. asturianu)
    - Леонский язык (астур. llionés)
    - Мирандес (астур. mirandés)
    - Эстремадурский язык (астур. estremeñu)
    - Кантабрийский язык (астур. montañés)

  - Испанские языки
    - Кало (исп. caló)
    - Кастуо (исп. castúo)
    - Сефардский язык (исп. sefardí, ladino, judeoespañol)
    - Испанский язык (исп. español, castellano)

  - Галисийско-португальские языки[5][6]
    - Португальский язык (порт. português)
    - Галисийский язык (галис. galego)
    - Галисийско-астурийский язык (астур. gallegu-asturianu, eonaviegu, fala)
    - Фала или Галисийско-эстремадурский язык (галис. fala de Estremadura)
- Пиренейско-мосарабские языки
  - Мосарабские языки
    - Мосарабский язык† (исп. mozárabe, араб. مستعرب‎)

  - Пиренейские языки
    - Арагонский язык (араг. aragonés)

### Комментарии
1. 1 2  Окситанские и каталанские языки часто выделяют в отдельную группу окситано-романских языков[1][2][3][4], наряду с иберо-романскими и галло-романскими. Некоторые лингвисты также относят их не к иберийской подгруппе, а к галльской.